# Ségoufielle
Ségoufielle település Franciaországban, Gers megyében. Lakosainak száma 1174 fő (2022. január 1.). Ségoufielle Sainte-Livrade, Mérenvielle, Lasserre-Pradère és L’Isle-Jourdain községekkel határos.

## Népesség
A település népessége az elmúlt években az alábbi módon változott:
| Lakosok száma | 260  | 386  | 517  | 840  | 1054 | 1085 | 1138 | 1168 | 1160 | 1174 |
|               | 1968 | 1982 | 1990 | 2006 | 2013 | 2015 | 2017 | 2019 | 2020 | 2022 |